# キャンディ (BUCK-TICKの曲)
「キャンディ」は、日本のロックバンド、BUCK-TICKの11枚目のシングル。1996年5月22日にビクターインビテーションより発売された。初回盤のみジャケットがエンボス加工されたスペシャルパッケージ仕様。

## 解説
アルバム『COSMOS』からの先行シングル。個人事務所設立後、最初の作品であり、ビクターから発売した最後のシングル。ジャケットには三半規管が描かれている。

## 収録曲
1. キャンディ (4:27)
  - 作詞：櫻井敦司、作曲：今井寿、編曲：BUCK-TICK

今井曰く、おもいっきり予定調和なコード進行で、「シンプルで聴きやすく、ポップ」をテーマとしたアルバムの中でもポップすぎて、逆に異色な1曲となることを狙った曲[1]。今井自ら「ふつうしない」と語るイントロのギターフレーズや、わざと拙く弾き、4回ほど録ったものを部分的につないだ間奏のギター・ソロは、あえて「バカバカしい感じ」を狙ったもの。また、星野英彦によるバッキングはコードが判別できないほどアンプで歪ませてある[2]。ミュージック・ビデオの監督は当時デビューしたばかりだったGUNIW TOOLSの古川ともが担当。古川の地元である北海道で撮影が行われた。ミュージックビデオについて、櫻井敦司は「ユータが最高にいい」、今井寿は「いい」、星野英彦は「よい。」、樋口豊は「今までにないP.Vになったと思う。」、ヤガミトールは「たいへんよくできました。」とファンクラブの会報での質問コーナーで答えている[3]。
具体的な箇所は不明だが、歌詞にNHKからNGが出たため「ポップジャム」出演時に演奏することができず[4]、代わりにアルバム収録曲で、もうひとつのシングル候補曲だった「Ash-ra」が演奏された。
2. チョコレート (3:58)
  - 作詞：櫻井敦司、作曲：星野英彦、編曲：BUCK-TICK

アルバム収録曲中、最初にレコーディングされた曲だが、歌詞はシングルのカップリング曲に決まってから書かれており、最初は別のタイトルだったが、歌詞に「チョコレート」というフレーズがあったことと、メイントラックのタイトルが「キャンディ」だったことから変更された[2]。

## 参加ミュージシャン
- 櫻井敦司 - ボーカル
- 今井寿 - ギター、ノイズ、バッキング・ボイス
- 星野英彦 - ギター、キーボード、バッキング・ボイス
- 樋口豊 - ベース
- ヤガミトール - ドラムス

### サポートミュージシャン
- 横山和俊 - キーボード、マニピュレート、ピアノ、ノイズ

## 収録アルバム
- 『COSMOS』(#1・#2)（アルバム・バージョン）
- 『CATALOGUE 1987-1995』(#1)（再発盤のみ）
- 『SWEET STRANGE LIVE DISC』(#1)（ライブ・バージョン）
- 『BT』(#1・#2)
- 『CATALOGUE 2005』(#1)
- 『CATALOGUE VICTOR→MERCURY 87-99』(#1)